# 빅 마마 하우스 3: 라이크 파더, 라이크 선
《빅 마마 하우스 3: 라이크 파더, 라이크 선》(영어: Big Mommas: Like Father, Like Son)은 미국에서 제작된 존 화이트셀 감독의 2011년 범죄 코미디 영화이다. 《빅 마마 하우스》(2001)와 《빅 마마 하우스 2: 근무 중 이상무》(2006)의 속편이다. 마틴 로런스 등이 출연하였고, 데이비드 T. 프렌들리 등이 제작에 참여하였다. 2011년 2월 18일 20세기 폭스에 의해 개봉되었다.

## 출연진
- 마틴 로런스
- 브랜던 T. 잭슨
- 제시카 루커스
- 토니 커런
- 포샤 더블데이
- 미셸 앙
- 에밀리 리오스
- 마크 존 제프리스
- 셰리 셰퍼드
- 마리 모로
- 페이즌 러브
- 켄 정
- 애나 오티즈
- 맥스 카셀라

## 기타 제작진
- 총괄 제작: 아넌 밀천
- 배역: 킴 콜먼
- 미술: 메건 C. 로저스